# Episodi di Faber l'investigatore (decima stagione)
La decima stagione della serie televisiva Faber l'investigatore è stata trasmessa in anteprima in Germania da ARD tra il 5 ottobre 2000 e il 4 gennaio 2001.
| nº | Titolo originale    | Titolo italiano | Prima TV Germania | Prima TV Italia |
| -- | ------------------- | --------------- | ----------------- | --------------- |
| 1  | Aktion Giftmischer  |                 | 5 ottobre 2000    |                 |
| 2  | Vaterliebe          |                 | 12 ottobre 2000   |                 |
| 3  | Falsches Spiel      |                 | 19 ottobre 2000   |                 |
| 4  | Bodyguard           |                 | 26 ottobre 2000   |                 |
| 5  | Kennedy             |                 | 2 novembre 2000   |                 |
| 6  | Alles aus Liebe     |                 | 9 novembre 2000   |                 |
| 7  | Das stumme Kind     |                 | 16 novembre 2000  |                 |
| 8  | In der Falle        |                 | 30 novembre 2000  |                 |
| 9  | Eine Spur von Liebe |                 | 7 dicembre 2000   |                 |
| 10 | Rien ne va plus     |                 | 14 dicembre 2000  |                 |
| 11 | Verführung          |                 | 21 dicembre 2000  |                 |
| 12 | Polen Connection    |                 | 28 dicembre 2000  |                 |
| 13 | Bis in den Tod      |                 | 4 gennaio 2001    |                 |